# Gastroenteritis rotavírica
La gastroenteritis rotavírica és la causa més comuna de diarrea greu entre els nounats i els nens de curta edat. i és provocada pel virus rotavirus. A l'edat de cinc anys, la gran majoria dels nens de tot el món han patit gastroenteritis rotavírica com a mínim una vegada. No obstant això, amb una nova infecció, el sistema immunitari es reforça i la infecció és cada cop més lleu; en adults és molt poc comuna.
El virus es transmet per via fecal-oral. Infecta i danya les cèl·lules que recobreixen l'intestí prim i causa gastroenteritis. Tot i que el rotavirus va ser descobert el 1973 i causa el voltant del 50% de les hospitalitzacions per diarrea greu infantil, encara no es coneix àmpliament. A més a més de ser un patogen humà, també afecta altres animals: és un patogen pel bestiar.
La gastroenteritis rotavírica és una malaltia de fàcil cura, però a tot el món prop de 500.000 nens menors de cinc anys encara moren a causa de la seva infecció cada any i gairebé dos milions més en resulten greument afectats. Als Estats Units, abans de la iniciació del programa de vacunació contra la gastroenteritis rotavírica, es donaven prop de 2,7 milions de casos severs de gastroenteritis, prop de 60.000 hospitalitzacions i al voltant de 37 morts a l'any. S'han realitzat diferents campanyes públiques per combatre la gastroenteritis rotavírica amb la prestació de teràpia de rehidratació oral dels nens infectats i la vacunació per prevenir la malaltia.

## Rotavirus
El rotavirus és un gènere de virus ARN bicatenari de la família dels reovírids. Hi ha cinc espècies (anomenades A, B, C, D i E) de les quals només l'A, la B i la C poden provocar infecció a l'home, essent l'A la més comuna.
El genoma del rotavius consisteix en 11 úniques molècules d'ARN de doble hèlix amb un total de 18.555 nucleòtids. Cada hèlix, o segment, és un gen, i es numeren de l'1 a l'11 per mida decreixent. Cada gen codifica una proteïna, excepte el gen 9, que en codifica dues. L'ARN està envoltat per una càpsida proteica icosaèdrica de tres capes. Les partícules víriques són de fins a 76,5 nm de diàmetre i no estan embolicades.

## Història

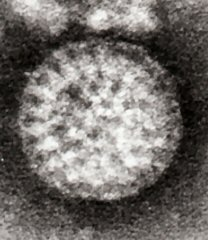
Imatge del rotavirus mitjançant microscopi electrònic realitzada per Flewett

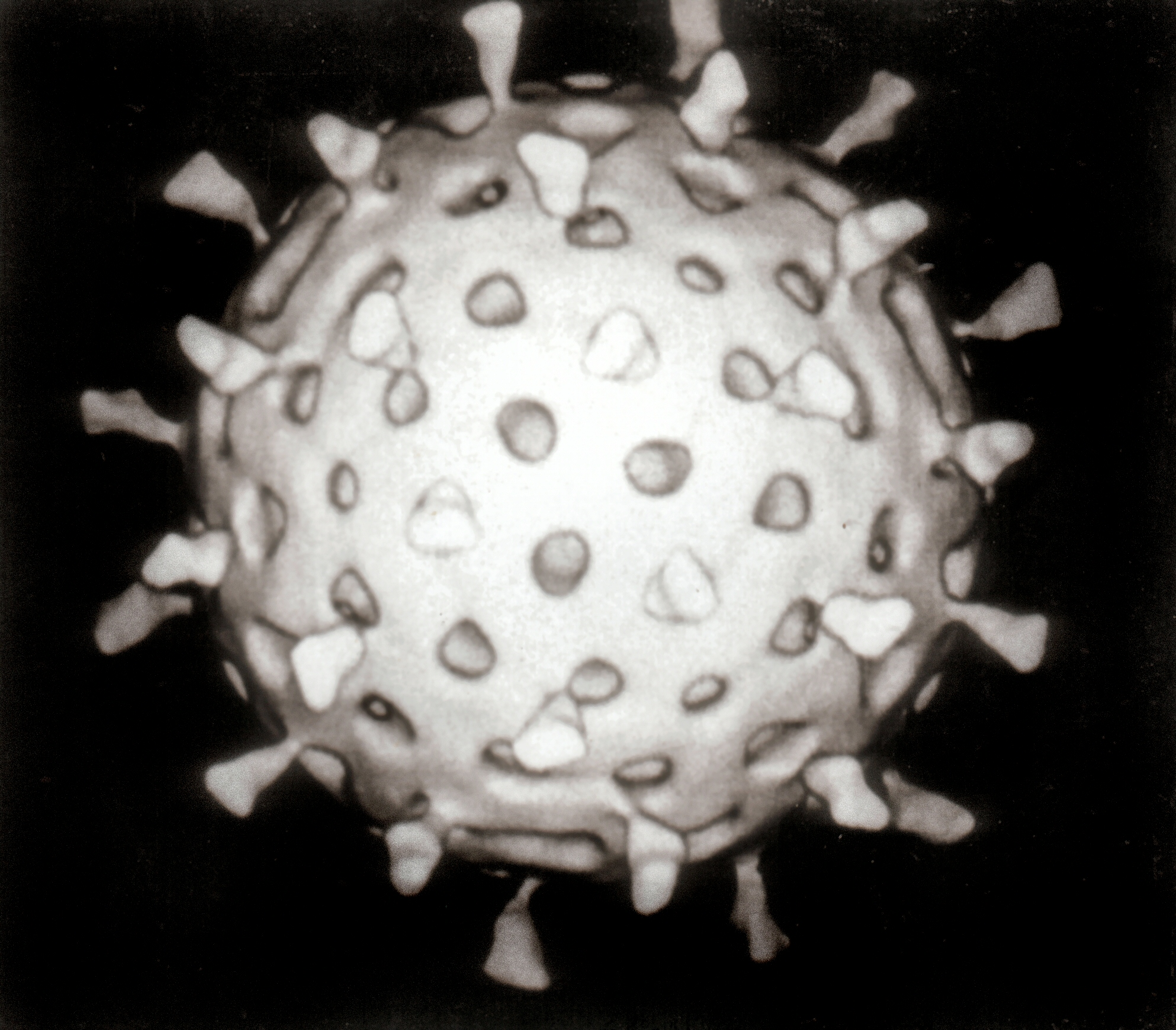
Reconstrucció del rotavirus realitzada a partir de diferents imatges d'un microscopi electrònic

El 1943, Jacob Light i Horace Hodes van demostrar que un agent filtrable en la femta dels nens amb diarrea infecciosa també causava diarrea en el bestiar. Tres dècades més tard, les mostres conservades de l'agent van demostrar que era rotavirus. En els anys següents, el virus inoculat en ratolins va demostrar la relació entre el virus i les diarrees. El 1973, Ruth Bishop i els seus companys van descriure el virus relacionat amb la gastroenteritis infantil.
El 1974, Thomas Henry Flewett va suggerir el nom de «rotavirus» després d'observar el virus pel microscopi electrònic, on va observar que s'assemblava a una roda (rota en llatí); el nom va ser oficialment reconegut pel Comitè Internacional de Taxonomia de Virus quatre anys més tard. El 1976, es va descriure el virus relacionat amb altres espècies. El virus va ser reconegut com un agent infectiu per humans i animals arreu del món. Els serotipus del rotavirus van ser descrits per primera vegada el 1980, i l'any següent es va començar a conrear en cultius cel·lulars derivats de ronyons de simis mitjançant l'addició de la tripsina (un enzim que es troba en el duodè dels mamífers i que se sap que és essencial contra la replicació del rotavirus) en el medi de cultiu. La capacitat de fer créixer el rotavirus en cultius accelerà el ritme de la investigació, i a mitjans de la dècada de 1980 es van començar a provar les primeres vacunes.
El 1998, la vacuna contra el rotavirus va ser aprovada pel seu ús als Estats Units. Es van realitzar assajos clínic en aquest mateix país, Finlàndia i Veneçuela, que van donar una efectivitat del 80-100% en la prevenció de la diarrea severa per rotavirus A. No obstant això, els investigadors van detectar seriosos efectes advers estadísticament significatius. El fabricant la va retirar del mercat el 1999 quan es va descobrir que la vacuna podia haver contribuït a un augment del risc d'invaginació intestinal –un tipus d'obstrucció intestinal– en un de cada 12.000 nens vacunats. L'experiència va provocar un intens debat sobre els riscos i beneficis relatius d'una vacuna contra el rotavirus. El 2006 aparegueren dues noves vacunes contra el rotavirus A que demostraren ser segures i efectives als nens, i el juny del 2009 l'Organització Mundial de la Salut va recomanar que la vacunació contra el rotavirus s'inclogués en tots els programes nacionals d'immunització per brindar protecció contra aquest virus.

## Simptomatologia
La gastroenteritis per rotavirus és una malaltia que tant pot ser lleu com severa, i es caracteritza per vòmits, diarrea aquosa i febre lleu. Quan un nen està infectat pel virus, hi ha un període d'incubació d'aproximadament dos dies abans no apareixen els símptomes. Aquests solen començar amb vòmits, seguits de quatre a vuit dies de diarrea profusa. La deshidratació és més comuna en la infecció per rotavirus que en la majoria de les causades per bacteris patògens, i és la causa més comuna de mort relacionada amb la infecció per rotavirus.
Una infecció per rotavirus A pot ocórrer durant tota la vida: la primera en general produeix símptomes, però les infeccions posteriors solen ser lleus o asimptomàtiques, el sistema immunitari proporciona una certa protecció. Conseqüentment, les infeccions simptomàtiques són més altes en nens menors de dos anys i disminueix progressivament amb l'edat. La infecció en els nadons, tot i que comuna, se sol associar amb la malaltia lleu o asimptomàtica; els símptomes més greus tendeixen a ocórrer en nens de sis mesos a dos anys, ancians i persones immunodeficients. A causa de la immunitat adquirida en la infància, la majoria dels adults no són susceptibles al rotavirus; la gastroenteritis en adults en general té una causa diferent contra el rotavirus, però les infeccions asimptomàtiques poden mantenir la transmissió de la infecció en la comunitat.

## Transmissió

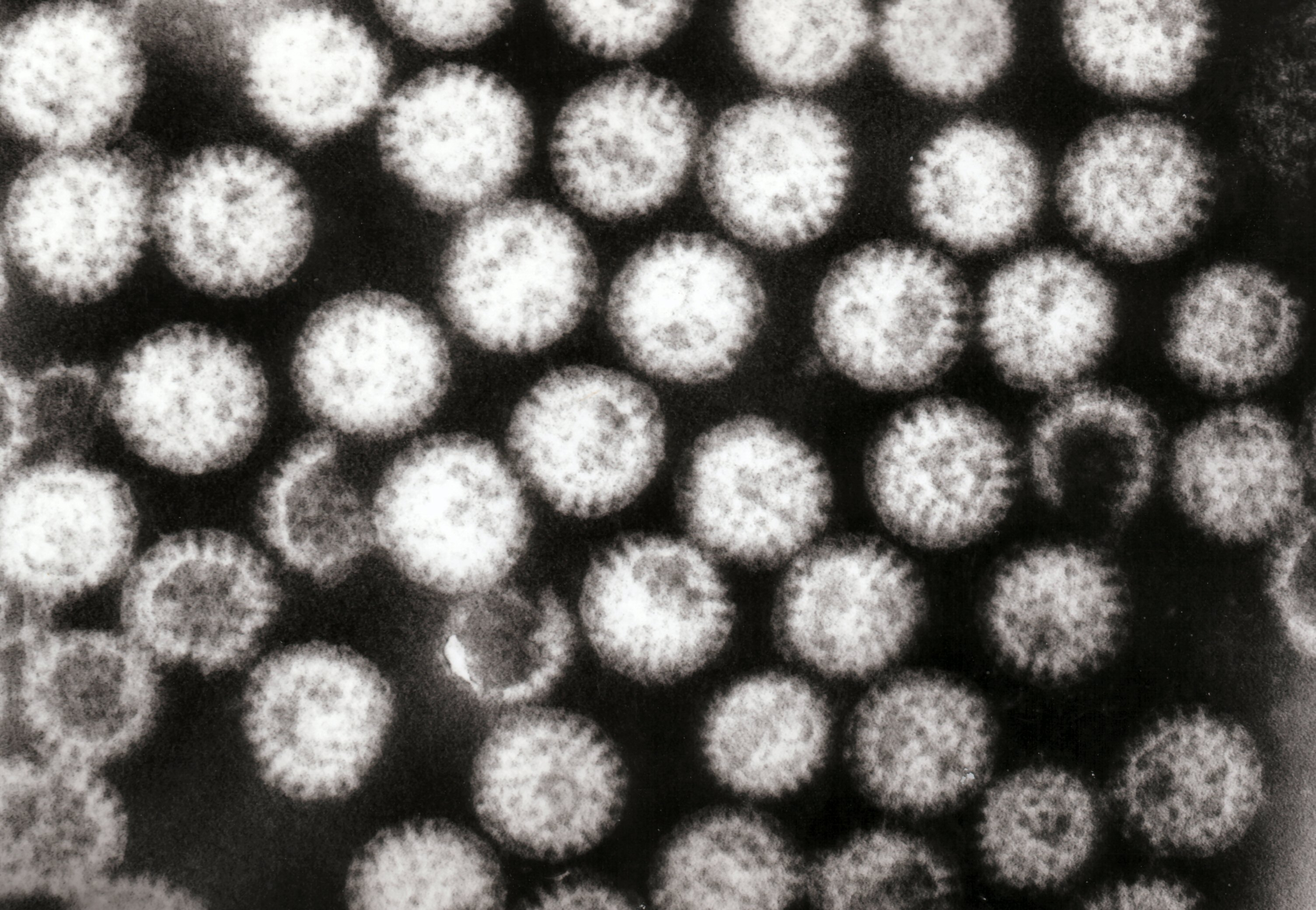
Rotavirus A trets de la femta d'un nen petit

El rotavirus es transmet principalment per via fecal-oral, però també es pot transmetre a través de les mans, superfícies i objectes bruts,; també es pot transmetre a través del sistema respiratori. Els excrements d'una persona infectada poden contenir més de 10 bilions de partícules infeccioses per gram; amb menys de 100 d'aquestes partícules n'hi ha prou per infectar a una altra persona.
El rotavirus és estable en el medi ambient i se n'han trobat mostres en estuaris a nivells tan alts com d'1 a 5 partícules infeccioses per galó americà (3,78 litres). Les mesures sanitàries adequades per a l'eliminació de bacteris i paràsits semblen ser ineficaces en el control del rotavirus, ja que la incidència de la infecció per rotavirus als països amb els nivells de salut d'alta i baixa és similar.

## Mecanismes d'infecció
La diarrea és causada per les múltiples activitats del virus. La malabsorció ocorre a causa de la destrucció de les cèl·lules intestinals anomenades enteròcits. La proteïna tòxica (NSP4) del rotavirus interromp el transportador SGLT1 que intervé en la reabsorció de l'aigua; pel que sembla, redueix l'activitat de les disacaridases i, possiblement, activa els ions de calci dependents dels reflexos de la secreció del sistema nerviós entèric. Els enteròcits sans segreguen lactasa a l'intestí prim; la intolerància de la llet causada per una deficiència de la lactasa és un símptoma d'infecció per rotavirus, la qual pot persistir durant setmanes. Una recurrència de diarrea lleu sovint segueix a la reintroducció de la llet en la dieta del nen, a causa de la fermentació bacteriana del disacàrid lactosa en l'intestí.

## Diagnòstic i detecció
El diagnòstic del rotavirus normalment és un diagnòstic de gastroenteritis com a causa de la diarrea greu. A la majoria dels nens ingressats en hospitals per gastroenteritis se'ls fa el test del rotavirus A. El diagnòstic específic per a infecció per rotavirus A es realitza buscant el virus en la femta dels nens a través d'un immunoassaig. Hi ha diversos equips de prova amb llicència en el mercat que són sensibles, específics i detecten tots els serotips de rotavirus A. Altres mètodes, com la microscòpia electrònica i la PCR, s'utilitzen en els laboratoris d'investigació. La transcripció inversa-reacció en cadena de la polimerasa (RT-PCR) pot detectar i identificar totes les espècies i serotips de rotavirus humans.

## Tractament i pronòstic
El tractament de la infecció aguda per rotavirus no és específic i consisteix en la gestió dels símptomes i, el més important, el manteniment de la hidratació. Si no es tracta, els nens poden morir per una severa deshidratació. Segons la severitat de la diarrea, el tractament consisteix a rehidratar oralment; durant aquest, se li dona al nen un excés d'aigua per beure que conté petites quantitats de sals i sucres o s'administren líquids per via intravenosa per degoteig o sonda nasogàstrica, i es controlen els electròlits i el sucre en la sang de l'infant. Les infeccions per rotavirus rarament causen altres complicacions i, per a un nen ben gestionat, el pronòstic és excel·lent.

## Epidemiologia
El rotavirus A causa més del 90% de les gastroenteritis per rotavirus en humans, i és endèmic a nivell mundial. Cada any causa milions de casos de diarrea en països en vies de desenvolupament, dels quals almenys dos milions en resulten hospitalitzats; s'estima que anualment moren al voltant de 453.000 nens menors de cinc anys. Als Estats Units, abans que hi hagués el programa de vacunació contra el rotavirus, es donaven al voltant de 2,7 milions de gastroenteritis per rotavirus a l'any, uns 60.000 nens hospitalitzats i al voltant de 37 morts com a causa de la infecció.

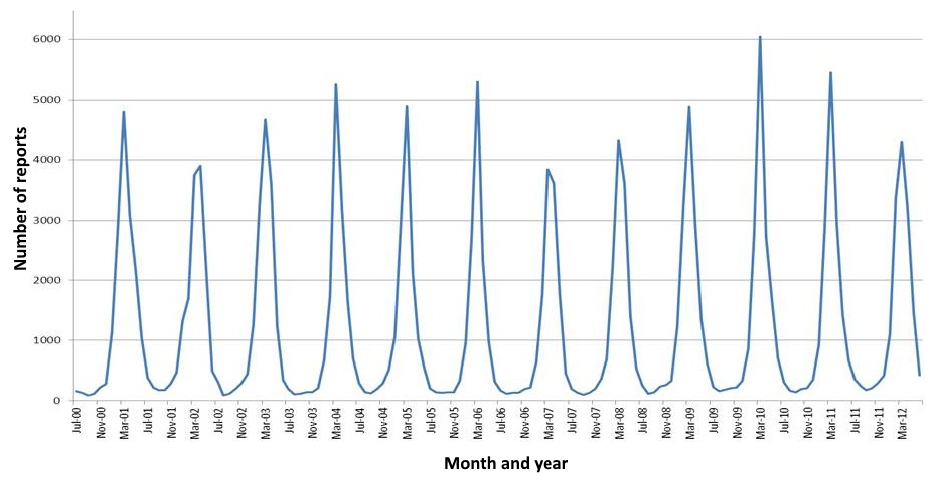
La variació estacional de les infeccions per rotavirus en una regió d'Anglaterra: les taxes pic de la infecció es donen durant els mesos d'hivern.

Gairebé tots els nens han estat infectats per rotavirus a l'edat de cinc anys. És la principal causa de diarrea severa en nadons i nens, i és responsable d'aproximadament el 20% dels casos; representa el 50% dels casos que requereixen hospitalització. El rotavirus provoca el 37% de les morts atribuïbles a la diarrea i el 5% de totes les morts en nens menors de cinc anys. Els nens són dues vegades més propensos que les nenes a ser ingressats en hospitals. Les infeccions per rotavirus ocorren principalment durant les temporades fredes i seques. El nombre atribuïble a la contaminació d'aliments és desconeguda.
«S'estima que el rotavirus causa al voltant del 40 per cent de totes les admissions hospitalàries per diarrea entre els nens menors de cinc anys a tot el món, produint uns 100 milions d'episodis de diarrea aguda cada any que es tradueixen en 350.000 i 600.000 morts infantils.» 
Els brots de rotavirus A són comuns entre els nens hospitalitzats, els nens petits que assisteixen a guarderies i la gent gran en llars d'avis. Hi va haver un gran brot causat per l'aigua municipal contaminada el 1981 a Colorado. Durant el 2005, es donà el major registre d'una epidèmia de diarrea a Nicaragua: aquest brot particularment llarg i greu s'associà amb mutacions en el genoma del rotavirus A, cosa que possiblement ajudà que el virus escapés de la immunitat prevalent en la població. Hi va haver un gran brot similar al Brasil el 1977.
El rotavirus B, també anomenat diarrea per rotavirus en adults (o ADRV), ha estat el causant de les majors epidèmies per diarrea que afectà milers de persones de totes les edats de la Xina. Aquestes epidèmies ocorren com a resultat de la contaminació de l'aigua per beure. El rotavirus B també va causar una epidèmia a l'Índia el 1998; la soca causant del brot va ser anomenada CAL. A diferència de l'ADRV, la soca CAL és endèmica. Fins al dia d'avui, les epidèmies causades pel rotavirus B s'han limitat a la Xina continental, i els estudis indiquen una manca d'immunitat davant d'aquesta espècie als Estats Units.
El rotavirus C s'ha associat amb casos rars i esporàdics de diarrea en nens en molts països, i els brots s'han produït al Japó i Anglaterra.

## Prevenció
Tot i la millora dels serveis de sanejaments, no ha disminuït la prevalença de la diarrea per rotavirus, i la taxa d'hospitalitzacions segueix sent alta malgrat l'ús de medicaments orals per a la rehidratació. La intervenció primària de la salut pública és la vacunació. Existeixen dues vacunes segures contra el rotavirus per a nens: Rotarix de GlaxoSmithKline i RotaTeq de Merck. Ambdues se subministren per via oral i contenen el virus atenuat. El 2009, l'Organització Mundial de la Salut va recomanar que la vacuna contra el rotavirus s'inclogués en tots els programes nacionals d'immunització. La incidència i severitat de les infeccions per rotavirus ha disminuït significativament en els països on s'ha actuat seguint aquesta recomanació. Mèxic, el 2006, va ser un dels primers països del món en introduir la vacuna contra el rotavirus: la taxa de mortalitat de malalties diarreiques es va reduir durant la temporada de rotavirus de 2009 en més del 65% entre els nens menors de dos anys. Nicaragua, també el 2006, es va convertir en el primer país en vies de desenvolupament en introduir la vacuna contra el rotavirus. Els investigadors van registrar un impacte substancial: amb la vacuna contra el rotavirus, van prevenir el 60% dels casos contra la gastroenteritis greu per rotavirus. Als Estats Units, la vacunació contra el rotavirus, des del 2006, ha donat lloc a una disminució de les hospitalitzacions per rotavirus en un 86%. Amb les vacunes també es va poder prevenir la malaltia en nens no vacunats limitant el nombre d'infeccions en circulació.
S'han registrat vacunacions en més de 100 països, però només 17 tenen un pla de vacunació integrat. Després de la introducció de les vacunes contra el rotavirus als Estats Units el 2006, la taxa de mortalitat per gastroenteritis per rotavirus va disminuir ràpidament tot i que en forma menor que en relació amb vacunacions d'altres malalties de nadons. Els assajos clínics de la vacuna Rotarix contra el rotavirus a Sud-àfrica i Malawi van revelar que la vacuna redueix significativament els episodis greus de diarrea causades per rotavirus i que la infecció es pot prevenir mitjançant la vacunació. Els assajos de seguretat i eficàcia de Rotarix i RotaTeq a l'Àfrica i Àsia van revelar que les vacunes redueixen dràsticament una malaltia greu en els lactants en els països en desenvolupament, on ocorren la majoria de les morts per rotavirus. La Col·laboració Cochrane va fer un test amb 43 assajos clínics i 190.551 pacients gràcies al qual van concloure l'eficàcia del Rotarix i del RotaTeq. Actualment s'estan investigant noves vacunes contra el rotavirus.
Les organitzacions internacionals no governamentals, la PATH, l'OMS, els Centres per al Control i Prevenció de Malalties dels Estats Units i la GAVI Alliance estan treballant per portar vacunes contra el rotavirus als països en vies de desenvolupament. Mitjançant el programa de vacunes contra el rotavirus i la iniciativa d'accelerar la introducció de vacunes, aquests grups s'han associat amb institucions de recerca i governs per reduir la morbiditat i la mortalitat per malalties diarreiques fabricant una vacuna contra el rotavirus disponible per al seu ús en els països en desenvolupament.

## Infecció en animals
El rotavirus és capaç d'infectar cries d'un gran nombre d'espècies i és un dels majors causants de la diarrea en animals salvatges d'arreu del món. És un patogen pel bestiar, sobretot pels joves vedells i garrins i, en conseqüència, causa pèrdues econòmiques als agricultors a causa del cost del tractament associat amb una alta morbiditat i mortalitat. Aquest rotavirus és una reserva potencial per a l'intercanvi genètic amb el rotavirus humà. Hi ha evidències que el rotavirus d'origen animal pot infectar als humans, ja sigui per transmissió directa del virus o per contribuir un o diversos segments d'ARN a reordenats amb les soques humanes.